# Odontochodaeus
Odontochodaeus es un género de coleóptero de la familia Ochodaeidae.

## Especies
Las especies de este género son:
- Odontochodaeus abadiei
- Odontochodaeus delphinensis
- Odontochodaeus lineipunctatus
- Odontochodaeus maxillosus
- Odontochodaeus seyrigl
- Odontochodaeus steineri